# Будинок на вулиці Галицькій, 3 (Львів)
Будинок за адресою вулиця Галицька, 3 у Львові — багатоквартирний житловий чотириповерховий будинок з магазинним приміщенням на першому поверсі. Постановою Ради Міністрів УРСР № 442 від 6 вересня 1979 року кам'яниця включена до Національного реєстру пам'яток під охоронним № 1281.Будинок розташований у південній забудові приринкового кварталу, обмеженого вулицями Галицькою, Староєврейською і Сербською.

## Історія
Місцевість де зараз стоїть будинок, була забудована ще у XVI столітті, на місці теперішнього будинку який зведений у 1781 році, стояла триповерхова кам'яниця датована XVI-XVII століттям, власником якої станом на 1666 рік був Едвард Менке, тому і кам'яниця отримала назву Едвертівська. У 1767 році власником будинку став Станіслав Людчинський. У 1775 році будинок був проданий Францискові Новаківському, який розібрав будинок, та вимурував новий, також триповерховий. На першому поверсі будинку була крамниця «Під золотим сонцем», де продавали порцеляну і кам'яне начиння.
У 1886 році було добудовано четвертий поверх і будинок набув сучасного вигляду. Проект надбудови розробив архітектор Юзеф Енгель, 6 червня 1885 році проект було затверджено магістратом міста, а 11 січня 1886 реконструкцію було завершено, власником будинку в той час була Броніслава Піштек. У 1895 році в крамницях облаштовані вітрини, які у 1913 були розширені.
Станом на 1910 рік в будинку проживали:
- Еліяш Ашкенази — приватний торговець;
- Вінцентій Дзєндзєлевич — урядник магістрату;
- Юзеф Новацький — дистриб'ютор фірми «Зінґер»;
- Ігнатій Рак — купець;
- Сара Танд — дизайнерка одягу.

На першому поверсі містились:
- ювелірна майстерня Леона Фелікса;
- крамниця «Прянощі і делікатеси» Владислава Бажанта;
- взуттєва крамниця Йоеля Йоллеса.

За радянських часів тут відкрили магазин меду «Бджілка», який працював до кінця 2000-х, зараз тут магазин біжутерії «Casablanca»

## Архітектура
Чотириповерховий цегляний будинок, тинькований, зведений у стилі цопф, який був поширений у німецькомовних країнах наприкінці XVIII століття. Симетричний фасад будинку порушений, лише на першому поверсі, через зміщений ліворуч головний вхід. Перший поверх від другого відділяє лінійний карниз. Верхні поверхи об'єднанні трьома рустованими лізенами. Вікна в будинку з профільованим обрамуванням та надвіконними поличками, які з кожним поверхом скромнішають. Над вікнами третього поверху малі прямокутні горищні вікна. Закінчується будинок карнизом який прикрашений сухариком, іонікою та модульним фризом.